# Liste der Nintendo-Switch-Spiele/Y
| Titel                                                    | Entwickler                    | Herausgeber                               | Genre                               | Handel | Veröffentlichung D/A/CH             | Quelle        |
| -------------------------------------------------------- | ----------------------------- | ----------------------------------------- | ----------------------------------- | ------ | ----------------------------------- | ------------- |
| Yaga                                                     | Breadcrumbs Interactive       | Versus Evil                               | Action-Rollenspiel                  | Nein   | 12. Nov. 2019                       | [ 1 ]         |
| Yars: Recharged                                          | Adamvision Studios, SneakyBox | Atari                                     | Shoot ’em up                        | Nein   | 23. Aug. 2022                       | [ 2 ]         |
| Ye Olde Cribbage Club: A Later Daters Game               | Bloom Digital Media           | Bloom Digital Media                       | Kartenspiel                         | Nein   | 15. Juni 2022                       |               |
| Yeah Yeah Beebiss II                                     | Rigg’d Games                  | Nami Tentou                               | Jump ’n’ Run                        | Nein   | 2. Feb. 2022                        |               |
| Yeah! Fighting Girl                                      | xiaoxiao                      | xiaoxiao                                  | Kampfspiel                          | Nein   | 26. Jan. 2023                       |               |
| Yellow Fins                                              | Sprakelsoft                   | Sprakelsoft                               | Jump ’n’ Run                        | Nein   | 12. Sep. 2019                       |               |
| Yes, Your Grace                                          | Brave at Night                | No More Robots Retail: Super Rare Games   | Simulation, Strategie               | Ja     | 26. Juni 2020 Retail: 12. Nov. 2020 | [ 3 ] [ 4 ]   |
| Yesterday Origins                                        | Pendulo Studios               | Microïds                                  | Adventure                           | Ja     | 31. Mai 2018                        | [ 5 ]         |
| YesterMorrow                                             | Bitmap Galaxy                 | Blowfish Studios                          | Jump ’n’ Run                        | Nein   | 5. Nov. 2020                        |               |
| Yet Another Zombie Defense HD                            | Awesome Games                 | Awesome Games                             | Shoot ’em up                        | Nein   | 5. Apr. 2019                        | [ 6 ]         |
| YIIK: A Postmodern RPG                                   | Ackk Studios                  | Ysbryd Games                              | Rollenspiel                         | Nein   | 17. Jan. 2019                       | [ 7 ]         |
| Yōdanji                                                  | Kemco                         | Kemco                                     | Roguelike, Rollenspiel              | Nein   | 7. Dez. 2017                        | [ 8 ]         |
| Yoga Master                                              | My World                      | My World                                  | Exergaming                          | Nein   | 13. März 2020                       |               |
| Yoko & Yuki: Dr. Rat’s Revenge                           | Hoodoo Bear                   | ChiliDog Interactive                      | Jump ’n’ Run                        | Nein   | 9. Apr. 2021                        |               |
| Yoku’s Island Express                                    | Villa Gorilla                 | Team17                                    | Pinball, Jump ’n’ Run, Metroidvania | Ja     | 29. Mai 2018 Retail: 15. Juni 2018  | [ 9 ] [ 10 ]  |
| Yomawari: Lost in the Dark                               | Nippon Ichi Software          | NIS America                               | Horrorspiel                         | Ja     | 28. Okt. 2022                       | [ 11 ]        |
| Yomawari: The Long Night Collection                      | Nippon Ichi Software          | NIS America                               | Survival Horror, Spielesammlung     | Ja     | 26. Okt. 2018                       | [ 12 ]        |
| Yonder: The Cloud Catcher Chronicles                     | Prideful Sloth                | Prideful Sloth Retail: Merge Games        | Adventure, Lebenssimulation         | Ja     | 17. Mai 2018 Retail: 15. Juni 2018  | [ 13 ] [ 14 ] |
| Yonesawara Hospital                                      | DorsalFin Studio              | DorsalFin Studio                          | Adventure                           | Nein   | 23. Feb. 2023                       |               |
| Yono and the Celestial Elephants                         | Neckbolt                      | Plug In Digital                           | Adventure, Puzzle                   | Nein   | 12. Okt. 2017                       | [ 15 ]        |
| Yooka-Laylee                                             | Playtonic Games               | Team17 Retail: Limited Run Games          | Jump ’n’ Run                        | Ja     | 14. Dez. 2017 Retail: 28. Sep. 2018 | [ 16 ]        |
| Yooka-Laylee and the Impossible Lair                     | Playtonic Games               | Team17                                    | Jump ’n’ Run                        | Ja     | 8. Okt. 2019                        | [ 17 ]        |
| Yoshi’s Crafted World                                    | Good-Feel                     | Nintendo                                  | Jump ’n’ Run                        | Ja     | 29. März 2019                       |               |
| You Died but a Necromancer revived you                   | BolHut                        | BolHut                                    | Action                              | Nein   | 19. Apr. 2019                       | [ 18 ]        |
| Youkai Poetry                                            | Navila Software Japan         | Navila Software Japan                     | Visual Novel                        | Nein   | 6. Mai 2021                         |               |
| Youmandriver                                             | ChrisMat Games                | Ultimate Games                            | Rennspiel                           | Nein   | 10. Feb. 2023                       |               |
| Young Souls                                              | 1P2P                          | The Arcade Crew Retail: Limited Run Games | Beat ’em up, Rollenspiel            | Ja     | 10. März 2022 Retail: 8. Feb. 2022  | [ 19 ] [ 20 ] |
| Your Toy                                                 | VivaGames                     | VivaGames                                 | Adventure, Puzzle                   | Nein   | 16. Mai 2019                        |               |
| Youropa                                                  | frecle                        | frecle                                    | Jump ’n’ Run, Puzzle                | Nein   | 6. Okt. 2022                        | [ 21 ]        |
| YouTube                                                  | Google LLC                    | Google LLC                                | Videoportal                         | Nein   | 8. Nov. 2018                        |               |
| Youtubers Life 2                                         | U-Play Online                 | Raiser Games                              | Simulation                          | Ja     | 19. Okt. 2021 Retail: 22. Feb. 2022 | [ 22 ]        |
| Youtubers Life OMG! Edition                              | U-Play Online                 | U-Play Online Retail: Koch Media          | Simulation                          | Ja     | 20. Nov. 2018 Retail: 5. Apr. 2019  | [ 23 ]        |
| Ys IX: Monstrum Nox                                      | Nihon Falcom                  | NIS America                               | Action-Rollenspiel                  | Ja     | 9. Juli 2021                        | [ 24 ]        |
| Ys Origin                                                | Nihon Falcom                  | Dotemu                                    | Action-Rollenspiel                  | Ja     | 1. Okt. 2020 Retail: 13. Okt. 2020  |               |
| Ys VIII: Lacrimosa of Dana                               | Nihon Falcom                  | NIS America                               | Action-Rollenspiel                  | Ja     | 29. Juni 2018                       |               |
| Yu-Gi-Oh! Legacy of the Duelist: Link Evolution          | Other Ocean Interactive       | Konami                                    | Sammelkartenspiel                   | Ja     | 20. Aug. 2019                       | [ 25 ]        |
| Yu-Gi-Oh! Master Duel                                    | Konami                        | Konami                                    | Sammelkartenspiel                   | Nein   | 19. Jan. 2022                       | [ 26 ]        |
| Yu-Gi-Oh! Rush Duel: Dawn of the Battle Royale!!         | Konami                        | Konami                                    | Sammelkartenspiel                   | Nein   | 7. Dez. 2021                        | [ 27 ]        |
| Yu-No: A Girl Who Chants Love at the Bound of this World | 5pb.                          | Spike Chunsoft Retail: Numskull Games     | Visual Novel                        | Ja     | 4. Okt. 2019                        | [ 28 ]        |
| Yum Yum Cookstar                                         | 1st Playable Productions      | PLAION                                    | Simulation                          | Ja     | 11. Nov. 2022                       | [ 29 ]        |
| Yum Yum Line                                             | Graphium Studio               | Mindscape                                 | Puzzle                              | Nein   | 17. Dez. 2020                       |               |
| Yume Nikki: Dream Diary                                  | Active Gaming Media           | Playism                                   | Adventure                           | Nein   | 21. Feb. 2019                       | [ 30 ]        |
| Yumeiri                                                  | Affility                      | Affility                                  | Adventure                           | Nein   | 21. Okt. 2021                       |               |
| Yumemidori Nostalgia                                     | OperaHouse                    | OperaHouse                                | Visual Novel                        | Nein   | 11. Jan. 2021                       |               |
| Yumeutsutsu Re:After                                     | Kogado Studio                 | Degica Games                              | Visual Novel                        | Nein   | 23. Apr. 2020                       | [ 31 ]        |
| Yumeutsutsu Re:Master                                    | Kogado Studio                 | Degica Games                              | Visual Novel                        | Nein   | 23. Apr. 2020                       | [ 32 ]        |
| Yuoni                                                    | Tricore                       | Chorus Worldwide Games                    | Survival Horror                     | Nein   | 28. Juli 2022                       | [ 33 ]        |
| Yuppie Psycho: Exucutive Edition                         | Baroque Decay                 | Another Indie Studio                      | Survival Horror, Adventure          | Nein   | 29. Okt. 2020                       | [ 34 ]        |
| Yuri                                                     | Fingerlab                     | Fingerlab                                 | Jump ’n’ Run                        | Nein   | 31. Okt. 2019                       | [ 35 ]        |
| Yurukill: The Calumniation Games                         | Izanagi Games, G.rev          | NIS America                               | Visual Novel, Shoot ’em up          | Ja     | 8. Juli 2022                        | [ 36 ]        |
| Yuso                                                     | Vertical Reach                | Vertical Reach                            | Puzzle                              | Nein   | 5. Juli 2018                        | [ 37 ]        |